# Critics Choice Movie Award de melhor atriz em comédia
O Critics Choice Award de Melhor atriz em Comédia é um prêmio atribuído pela Broadcast Film Critics Association Award para premiar as melhores atuações femininas em filmes musicais/cômicos do ano.

## Vencedoras e nomeadas
2013: Jennifer Lawrence — Silver Linings Playbook como  Tiffany Maxwell †
- Rebel Wilson — Pitch Perfect como Fat Amy
- Mila Kunis — Ted - como  Lori Collins
- Shirley MacLaine — Bernie como Marjorie "Marge" Nugent
- Leslie Mann — This Is 40 como Debbie

2014: Amy Adams — American Hustle como Sydney Prosser ‡
- Sandra Bullock — The Heat como Agente Sarah Ashburn
- Greta Gerwig — Frances Ha — como Frances Halladay
- Julia Louis-Dreyfus — Enough Said como Eva
- Melissa McCarthy — The Heat como Detetive Shannon Mullne

2015: Jenny Slate — Obvious Child como Donna Stern
- Rose Byrne — Neighbors como Kelly Radner
- Rosario Dawson — Top Five como Chelsea Brown
- Melissa McCarthy — St. Vincent como Maggie Bronstein
- Kristen Wiig — The Skeleton Twins como Maggie

2016: Amy Schumer – Trainwreck como Amy Townsend
- Tina Fey – Sisters como Katie Ellis
- Jennifer Lawrence – Joy como Joy Mangano
- Melissa McCarthy – Spy como Susan Cooper
- Lily Tomlin – Grandma como Elle Reid

2017: Meryl Streep – Florence Foster Jenkins como Florence Foster Jenkins ‡
- Kate Beckinsale – Love & Friendship como Lady Susan Vernon
- Sally Field – Hello, My Name Is Doris como Doris Miller
- Kate McKinnon – Ghostbusters como Dra. Jillian Holtzmann
- Hailee Steinfeld – The Edge of Seventeen como Nadine Franklin

2018: Margot Robbie – I, Tonya como Tonya Harding ‡
- Tiffany Haddish – Girls Trip como Dina
- Zoe Kazan – The Big Sick como Emily Gardner
- Saoirse Ronan – Lady Bird como Christine "Lady Bird" McPherson ‡
- Emma Stone – Battle of the Sexes como Billie Jean King

2019: Olivia Colman – The Favourite como Queen Anne †
- Emily Blunt – Mary Poppins Returns como Mary Poppins
- Elsie Fisher – Eighth Grade como Kayla Day
- Rachel McAdams – Game Night como Annie Davis
- Charlize Theron – Tully como Marlo Moreau
- Constance Wu – Crazy Rich Asians como Rachel Chu